# Zuidelijke Tsjoejarug
De Zuidelijke Tsjoejarug (Russisch: Южно-Чуйский хребет; Joezjno-Tsjoejski chrebet) is een ongeveer 120-kilometer lange bergrug in het centrale deel van de Altaj, die de waterscheiding vormt tussen de rivieren Tsjoeja en Argoet in de Russische autonome deelrepubliek Altaj. De hoogste piek wordt gevormd door de Irbistoe (3960 meter) bij de rivier de Jelongasj. Op de bergrug bevinden zich enkele gletsjers, waaruit verschillende rivieren ontspringen. In de lagere delen bevinden zich steppelandschappen en in de hogere delen, die het grootste deel omspannen, vooral toendra en graslanden met her en der verspreide rotsen. Bossen bevinden zich vooral op de noordelijke hellingen en in de riviervalleien.

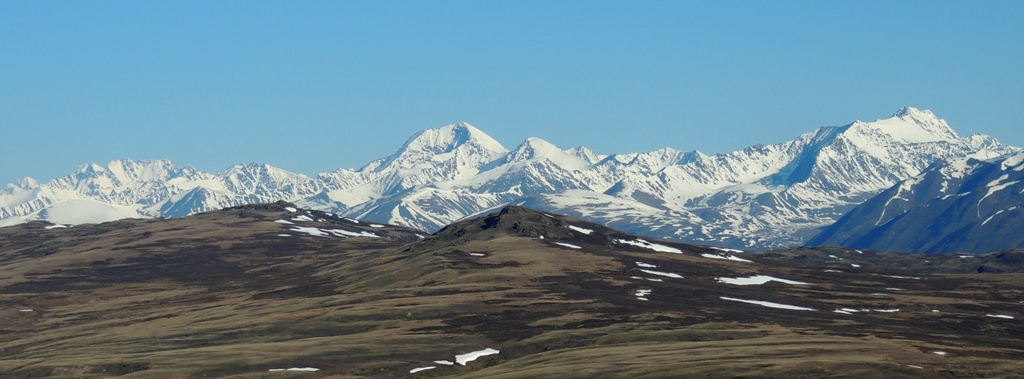
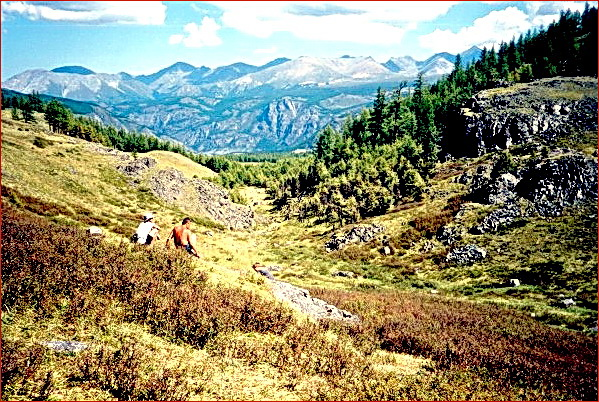